# Casteide-Cami
Casteide-Cami è un comune francese di 251 abitanti situato nel dipartimento dei Pirenei Atlantici nella regione della Nuova Aquitania.

## Società

### Evoluzione demografica
Abitanti censiti